# Pierre Coste (prêtre)
Pour les articles homonymes, voir Pierre Coste (homonymie).
Pierre Coste, né le 3 février 1873 à Tartas, où il est mort le 29 décembre 1935 à Paris, est un religieux catholique et historien français. Il est l'un des principaux biographes de Vincent de Paul.

## Biographie
Pierre Coste naît à 3 février 1873 Tartas. Sa mère, Mengine de Paul, est la nièce de Vincent de Paul. Il étudie au berceau de Saint-Vincent-de-Paul entre 1881 et 1889, puis au séminaire des Lazaristes de Dax de 1889 à 1896. Membre de la congrégation de la Mission, il devient professeur au séminaire des Lazaristes de Dax de 1896 à 1909, archiviste de la congrégation à Paris de 1909 à 1927 puis son secrétaire général à partir de 1927,.
Il est un des principaux biographes de Vincent de Paul, sur qui il publie de nombreux article et ouvrages, dont quatorze volumes de Correspondances, entretiens et documents (1920-1925). En plus d'une biographie de Vincent de Paul, il est l'auteur d'une biographie de Marguerite Rutan. Il reçoit le grand prix Gobert en 1933 pour Le grand saint du grand siècle, M. Vincent. Il est membre de la société de Borda, et publie des articles dans le bulletin de la Société de Borda, la revue de Gascogne, la revue des questions historiques, les annales de philosophie chrétienne et le bulletin de littérature de Toulouse. Il meurt le 29 décembre 1935 à Paris.

## Publications
- Notes sur la vie et l'oeuvre sociale de Jean Coulazon, Montpellier, Manufacture de la Charité, 1903, 58 p. (BNF 31971989)
- Une victime de la Révolution : soeur Marguerite Rutan, fille de la Charité, Paris, Desclée, De Brouwer et Cie, 1906, 171 p. (BNF 31971991)
- Lettres choisies de Saint Vincent de Paul, Paris, Bloud, 1911, 64 p. (BNF 31587874, lire en ligne)
- Correspondance, entretiens, documents de Saint Vincent de Paul, vol. I-XIII, Paris, Gabalda, 1920-1970 (BNF 31587861, lire en ligne)
- Entretiens spirituels de saint Vincent de Paul à ses missionnaires, Paris, Maison-Mère des prêtres de la Mission, 1924, 458 et 488 p. (BNF 31972002)
- L'Esprit des saints. La Bienheureuse Louise de Marillac. Glanes spirituelles, Paris, Mignard, 1924, 121 p. (BNF 31971984)
- La Congrégation de la Mission dite de Saint-Lazare, Paris, Gabalda, 1927, 232 p. (BNF 34053027)
- Le Grand Saint du grand siècle Monsieur Vincent, Paris, Desclée, De Brouwer et Cie, 1922, 541, 741 et 637 (BNF 34185192)
- Trois siècles d'histoire religieuse. Les Filles de la Charité. L'Institut de 1617 à 1800, Paris, Desclée De Brouwer et Cie, 1933, 259 p. (BNF 32186298)